# Rogelio Mayta
Rogelio Mayta Mayta (La Paz, Bolivia; 16 de septiembre de 1971) es un abogado, catedrático y político boliviano que ocupó el alto cargo de ministro de Relaciones Exteriores de Bolivia desde el 9 de noviembre de 2020 hasta el 14 de noviembre de 2023 durante el gobierno del presidente Luis Arce Catacora.Actualmente es magistrado de la Comunidad Andina de Naciones.

## Biografía
Rogelio Mayta nació el 16 de septiembre de 1971 en la ciudad de La Paz. Salió bachiller en su ciudad natal el año 1989. Continuó con sus estudios profesionales, ingresando a estudiar en la Facultad de Derecho y Ciencias Políticas de la Universidad Mayor de San Andrés (UMSA) titulándose como abogado de profesión el año 1996.

### Trayectoria laboral

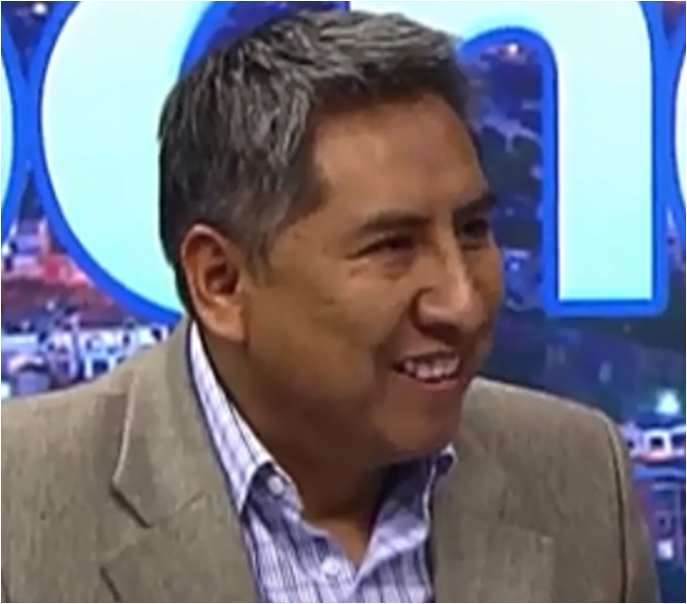
Rogelio Mayta en abril del año 2019.

Durante el ejercicio de su carrera profesional, Rogelio Mayta fue asesor jurídico de diferentes entidades públicas, privadas y organizaciones sociales, entre ellas la "Federación Nacional de Trabajadoras del Hogar de Bolivia" y la "Organización Nacional de Activistas por la Emancipación de la Mujer" (ONAEM) a finales de la década de 1990
Se desempeñó también como abogado defensor de las víctimas de la Masacre de Octubre Negro del año 2003 en la ciudad de El Alto, esto dentro del marco de la entonces denominada Guerra del Gas. Formó parte del comité impulsor del juicio de responsabilidades contra el ex presidente de Bolivia Gonzalo Sánchez de Lozada.
Asimismo, Rogelio Mayta se ha desempeñado también como catedrático en la Universidad Católica Boliviana San Pablo de la ciudad de La Paz en las materias de Derecho Procesal Civil I y Práctica Forense Civil.

## Carrera política

### Elecciones generales de 2019

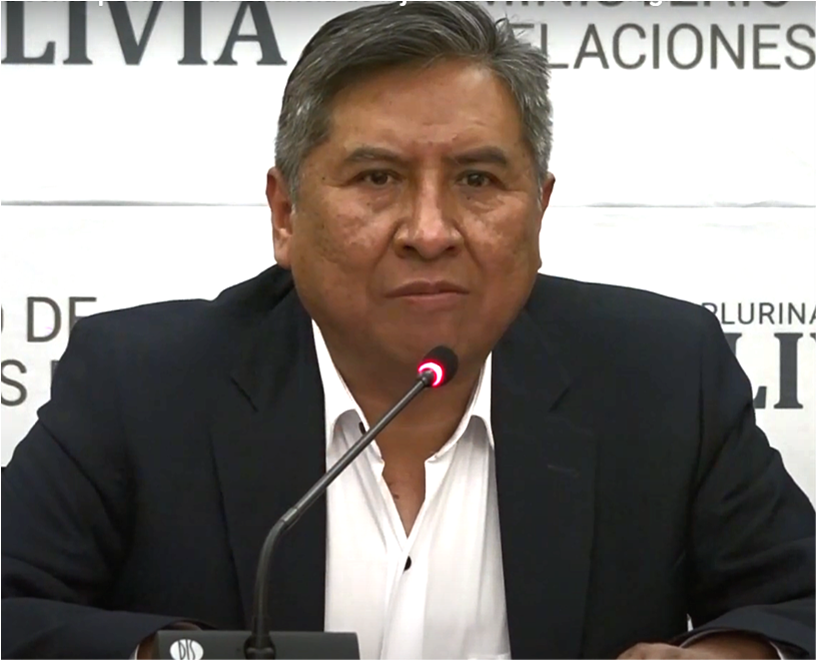
Rogelio Mayta en agosto de 2021

Rogelio Mayta ingresó oficialmente a la política boliviana ya a sus 48 años de edad, cuando decide participar en las Elecciones Nacionales del 20 de octubre de 2019 como candidato al cargo de segundo senador por el Departamento de La Paz en representación del partido político del Movimiento al Socialismo (MAS-IPSP), pero cabe mencionar que a pesar de haber ganado el curul parlamentario, Mayta nunca logró acceder al cargo senatorial (al igual como sucedió también con Jeyson Auza Pinto) debido a que dichas elecciones fueron anuladas un mes después por la Asamblea Legislativa Plurinacional (ALP) mediante la Ley N° 1266, que fue aprobada con una votación unánime y luego promulgada por Gobierno de Jeanine Áñez Chávez.
Para las elecciones nacionales de 2020, Mayta ya no fue ratificado en las listas del MAS-IPSP.

### Ministro de Estado
El 9 de noviembre de 2020, el Presidente de Bolivia Luis Arce Catacora decidió posesionar al abogado paceño Rogelio Mayta como el nuevo ministro de relaciones exteriores.